# Lago Jamno
Il lago Jamno è un lago della Polonia.